# Tribals
Tribals è un gioco online gratuito di tipo MMOG sviluppato dalla InnoGames a partire dal 2003.
Deriva dal precedente Tribal Wars sviluppato da InnoGames. I server italiani di Tribal Wars venivano gestiti da Gameforge la quale, il 23 gennaio 2009, ne ha annunciato la chiusura. Tuttavia, il 1º marzo 2009 Innogames stessa attiva per l'Italia i propri server di gioco utilizzando la versione 5.0, per poi passare a versioni più aggiornate.

## Modalità di gioco
Il "terreno" di gioco si articola in differenti mondi (corrispondenti ai server) separati l'uno dall'altro. Ciascun mondo si articola in cento continenti, sui quali sorgono svariati villaggi di ambientazione medievale. Scopo principale del gioco è gestire i propri villaggi al fine di creare eserciti per saccheggiare, distruggere o conquistare villaggi di altri giocatori. L'amministrazione del villaggio consiste nella costruzione di miniere, edifici e fortificazioni. L'ampliamento procede in base alla quantità di risorse e alla manodopera posseduta. Le risorse crescono autonomamente secondo il livello di sviluppo dell'edificio che le procura (taglialegna, pozzo di argilla e miniera di ferro). Si può inoltre realizzare un magazzino in grado di accumulare risorse anche quando non si è connessi. La manodopera proviene dalla fattoria che, come per le risorse, fornisce una certa quantità di abitanti a seconda del suo livello. Gli abitanti sono necessari per la costruzione degli edifici e per la costituzione di un esercito.
Il gioco assegna quote determinate di punti in base alla maestosità dei propri villaggi, lo scopo è quello di scalare la classifica dei giocatori aumentando la propria popolazione e costruendo molti edifici oppure, dopo aver addestrato un esercito, depotenziare gli altri villaggi. Durante il gioco si può entrare a far parte di coalizioni, più o meno numerose, dette tribù. La tribù è amministrata gerarchicamente da utenti con privilegi; i membri della tribù possono inoltre parlare fra loro grazie al forum della tribù. In tribù si possono stabilire alleanze, Patti di non aggressione (NAP) o dichiarare guerra nei confronti di altre tribù, inoltre, grazie al sistema di messaggistica interna (mail e report) si possono stabilire anche patti singoli con altri giocatori.
Il 15 marzo 2010 è stata implementata la versione 6.0 che ha portato alcune migliorie: solo nel mondo 4 sono presenti i campi esercito e i riconoscimenti (o awards). Sono inoltre stati abilitati in tutti i mondi i pianificatori di nobilitazione. I campi esercito verranno aboliti perché sono poco usati.

### Edifici
È possibile, nel proprio villaggio, costruire vari edifici, partendo dal quartier generale, dal quale si fanno partire le varie costruzioni. Ognuno degli stabili da costruire ha un posto assegnato all'interno della mappa del villaggio.